# Júnior Lopes
Lourival Júnior de Araújo Lopes, meglio noto come Júnior Lopes (Porto Velho, 19 ottobre 1987), è un ex calciatore brasiliano, di ruolo difensore.

## Carriera
Ha giocato nella prima divisione dei campionati portoghese, iraniano, indonesiano e thailandese, e nella seconda divisione brasiliana.